# Hautevesnes
Hautevesnes és un municipi francès situat al departament de l'Aisne i a la regió dels Alts de França. L'any 2007 tenia 133 habitants.

## Demografia

### Població
El 2007 la població de fet de Hautevesnes era de 133 persones. Hi havia 47 famílies de les quals 14 eren unipersonals (14 dones vivint soles i 14 dones vivint soles), 11 parelles sense fills, 18 parelles amb fills i 4 famílies monoparentals amb fills.
La població ha evolucionat segons el següent gràfic:
Habitants censats

### Habitatges
El 2007 hi havia 70 habitatges, 50 eren l'habitatge principal de la família, 14 eren segones residències i 6 estaven desocupats. 69 eren cases i 1 era un apartament. Dels 50 habitatges principals, 39 estaven ocupats pels seus propietaris, 7 estaven llogats i ocupats pels llogaters i 4 estaven cedits a títol gratuït; 3 tenien dues cambres, 1 en tenia tres, 7 en tenien quatre i 39 en tenien cinc o més. 41 habitatges disposaven pel capbaix d'una plaça de pàrquing. A 21 habitatges hi havia un automòbil i a 23 n'hi havia dos o més.

### Piràmide de població
La piràmide de població per edats i sexe el 2009 era:
| Homes | Edats   | Dones |
| ----- | ------- | ----- |
| 0     | 95 o +  | 0     |
| 0     | 90 a 94 | 0     |
| 0     | 85 a 89 | 0     |
| 4     | 80 a 84 | 0     |
| 0     | 75 a 79 | 4     |
| 8     | 70 a 74 | 4     |
| 4     | 65 a 69 | 4     |
| 0     | 60 a 64 | 0     |
| 0     | 55 a 59 | 0     |
| 0     | 50 a 54 | 4     |
| 12    | 45 a 49 | 8     |
| 4     | 40 a 44 | 4     |
| 12    | 35 a 39 | 8     |
| 8     | 30 a 34 | 4     |
| 0     | 25 a 29 | 0     |
| 0     | 20 a 24 | 0     |
| 12    | 15 a 19 | 12    |
| 8     | 10 a 14 | 12    |
| 4     | 5 a 9   | 4     |
| 8     | 0 a 4   | 4     |

## Economia
El 2007 la població en edat de treballar era de 93 persones, 64 eren actives i 29 eren inactives. De les 64 persones actives 57 estaven ocupades (36 homes i 21 dones) i 8 estaven aturades (4 homes i 4 dones). De les 29 persones inactives 10 estaven jubilades, 8 estaven estudiant i 11 estaven classificades com a «altres inactius».
Activitats econòmiques
Dels 7 establiments que hi havia el 2007, 1 era d'una empresa extractiva, 1 d'una empresa de construcció, 2 d'empreses de comerç i reparació d'automòbils, 1 d'una empresa immobiliària, 1 d'una empresa de serveis i 1 d'una empresa classificada com a «altres activitats de serveis».
Dels 2 establiments de servei als particulars que hi havia el 2009, 1 era una lampisteria i 1 saló de bellesa.
L'any 2000 a Hautevesnes hi havia 5 explotacions agrícoles que ocupaven un total de 930 hectàrees.

## Poblacions més properes
El següent diagrama mostra les poblacions més properes.